# كوه شيان
كوه شيان هي آلة موسيقية صغيرة الحجم نسبياً من الآلات الموسيقية الصينية، وهي أيضاً أقدم آلة موسيقية للأقليات القومية الصينية. وقيل إن الناس بدأوا عزف الموسيقى على آلة كوه شيان في المجتمع البدائي في القرن الأربعين قبل الميلاد. وكانت تسمى «هوانغ». تنتشر آلة كوه شيان في مناطق واسعة، وتتعدد أنواعها. وحسب المادة التي تصنع منها تتقسم إلى نوعين: آلة كوه شيان الخيزرانية وآلة كوه شيان المعدنية. وحسب عدد الألسنة للآلة تنقسم إلى آلة كوه شيان ذات لسان وآلة كوه شيان ذات ألسنة عديدة.